# Tsitana uitenhaga
The Uitenhage Sylph (Tsitana uitenhaga) là một loài bướm ngày thuộc họ Bướm nhảy. Nó là loài duy nhất được tìm thấy ở dry grassy scrubland in the Nama Karoo from the West Cape to the East Cape in Nam Phi.
Sải cánh dài 30–35 mm đối với con đực and 31-36 đối với con cái. Con trưởng thành bay từ tháng 9 đến tháng 3 (nhiều nhất vào từ tháng 10 đến tháng 11). There is one extended generation per year.
Ấu trùng ăn Stipa dregeana.